# 2018年ハワイ島プナ地区南部の火山活動

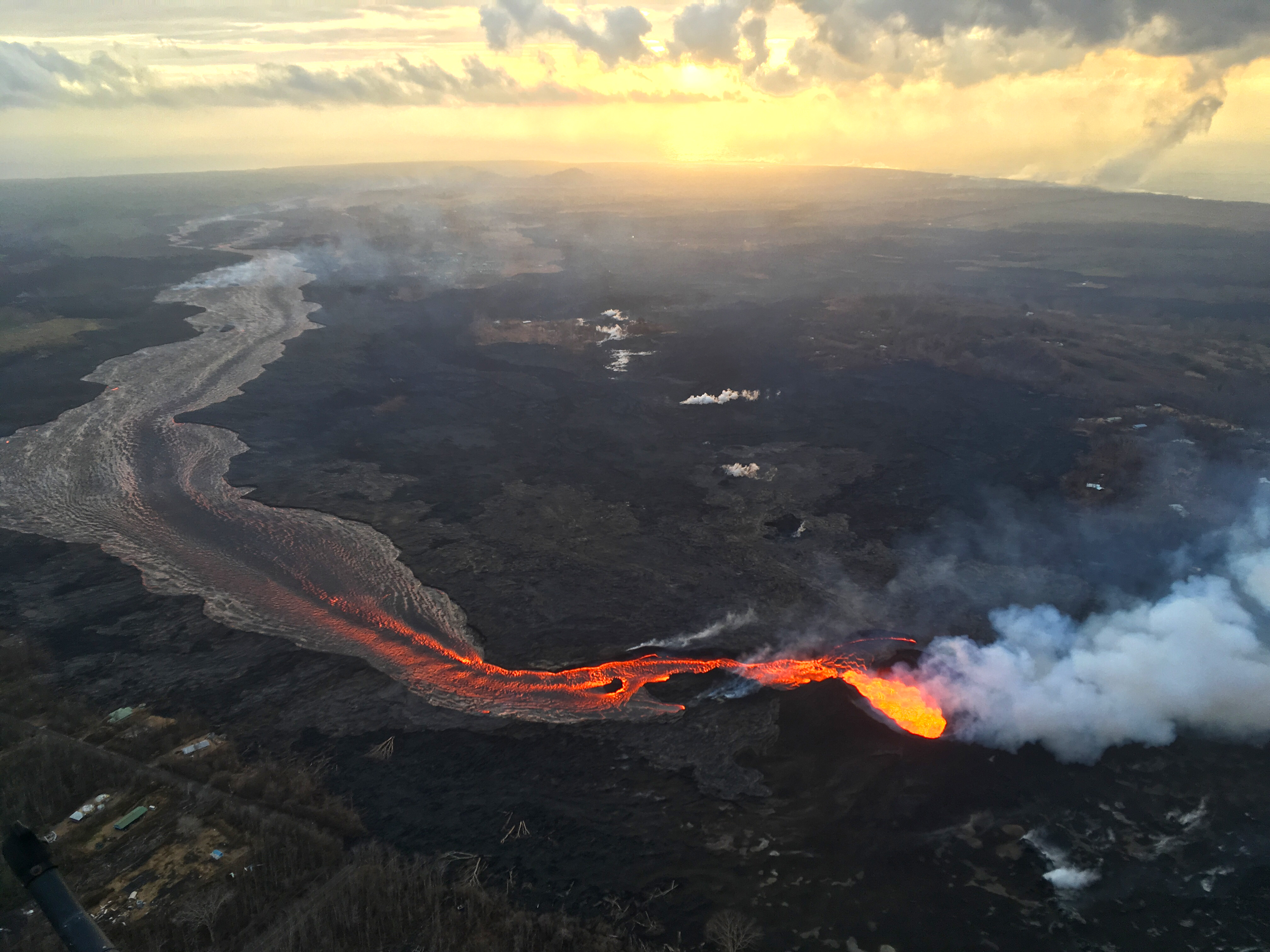
7月17日のFissure 8。最も活動的な火口であった。奥が東北東で海岸にカポホの集落があったが溶岩流に飲まれ壊滅した。

2018年ハワイ島プナ地区南部の火山活動（2018ねんハワイとうプナちくなんぶのかざんかつどう、英語: 2018 lower Puna eruption）は、米国ハワイ州ハワイ島の主にプナ地区において、2018年に起こったキラウエアの火山活動のこと。4ヶ月に亘って多量の溶岩を流出させ、壊滅した集落もあった。死者はいない。

## 概要

溶岩流の推移。数字は噴火した順に与えられた火口の番号（要拡大）。

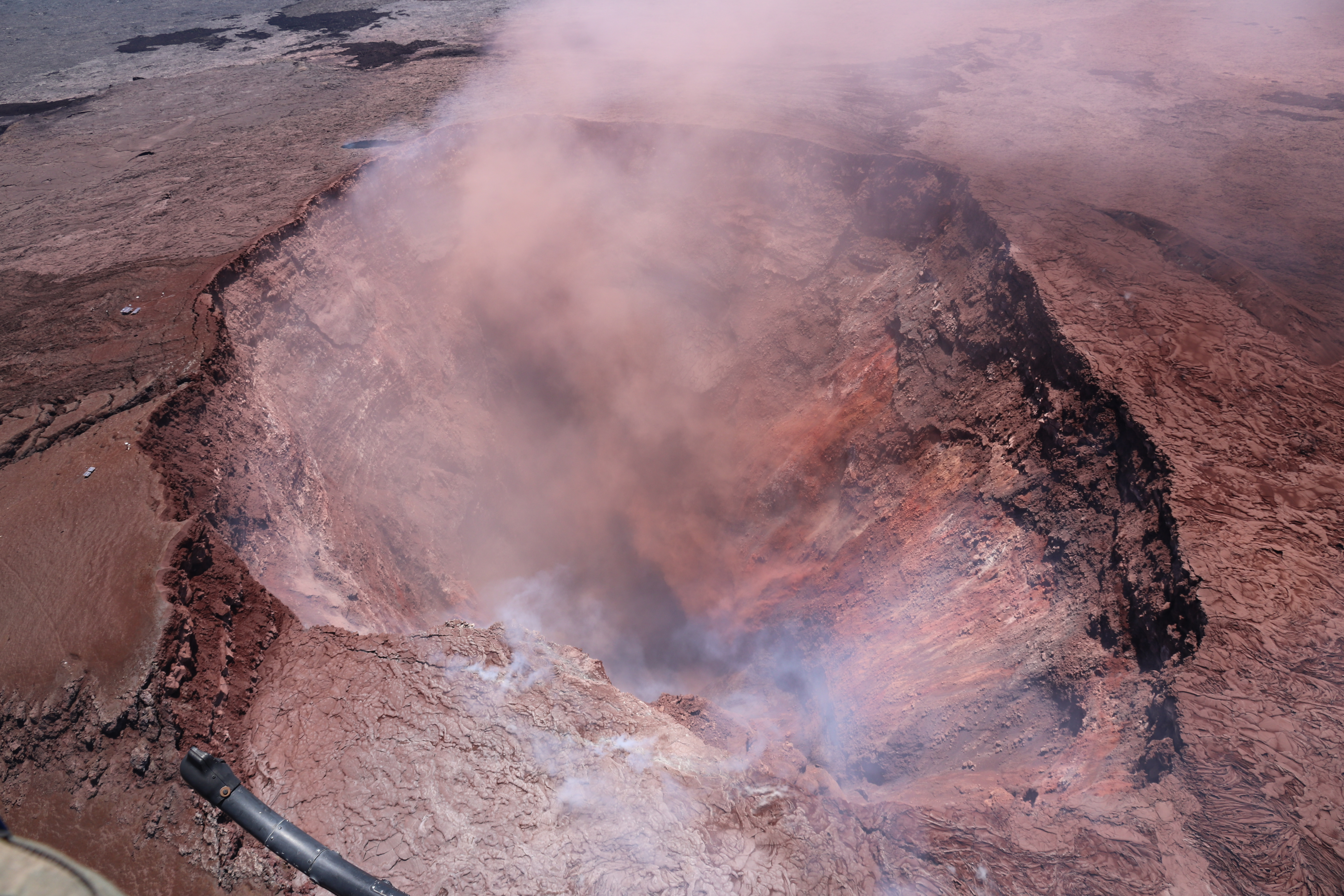
5月3日のプウ・オオ火口。この数日前まで溶岩で満たされていた。
（2011年の同火口）

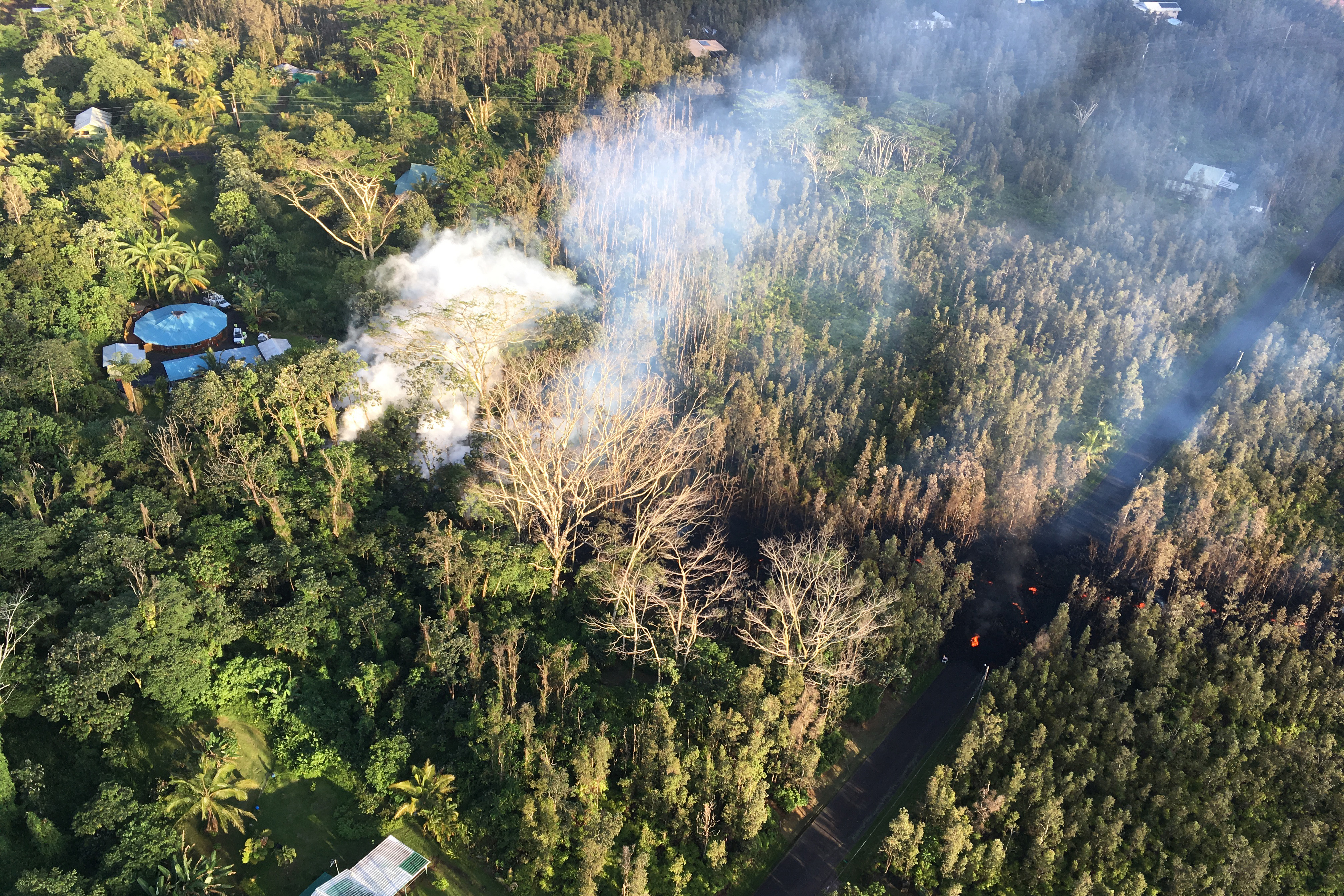
5月3日のFissure 1。レイラニ・エステーツでの最初の噴火地点。
（別角度の画像）

キラウエアは、1983年1月3日以来35年も噴火を続けてきた。山体の中心部にあるカルデラから東に伸びるイーストリフトゾーン（East Rift Zone）と呼ばれる高まりの、プウ・オオ火口から穏やかに溶岩を流出させてきた。2008年からは山頂のカルデラにあるハレマウマウ火口内の一部に溶岩湖が出現していた。
2018年は、その落ち着いた状態からプウ・オオ火口より24キロも東北東に離れたイーストリフトゾーンの低部域で、新しい割れ目噴火が起こった。噴火は、2018年4月30日のプウ・オオ火口の陥没とプナ地区南部を震源とする地震に始まり、5月3日には同地区にある住宅地（レイラニ・エステーツ）で溶岩の流出が始まった。新しい割れ目からの溶岩流出に伴って、山頂カルデラの直下にあるマグマ溜まりが縮小し、ハレマウマウ火口の拡大と陥没が進み溶岩湖も消えた。
この溶岩湖があったオーバールック火口では、湖面が地下水位以下に低下し、大規模な水蒸気爆発による火砕流および火砕サージの発生が心配されていたが、それが起こるほどの大爆発は起きなかった。
8月7日までに、溶岩流は35平方キロメートルの地上を覆い、洋上に3.5435平方キロメートルの新しい陸地を作った。破壊された家の数は、700戸に上ると発表されている。レイラニ・エステーツでの溶岩の流出は同年9月上旬に停止した。

## 火山活動の推移
- 4月30日 - 14頃から地震と地形の変化が増加[8]。プウ・オオ火口の底が陥没していく[8]。しかし天候が悪いためはっきりとした画像は撮影されていない[8]。

- 5月1日 - プウ・オオ火口の西側に約1ｋｍの亀裂が発見され[8]。少量の溶岩が噴出した形跡が確認される[8]。

- 5月2日 - マグマの貫入による地面の変形が起こり、レイラニ・エステーツ周辺にて地面に幅数インチほどの亀裂ができ始める[9]。

- 5月3日 - 10時30分（ハワイ標準時 以下HST）、プウ・オオ火口の南でマグニチュード5.0の地震が起こる[10]。プウ・オオ火口の溶岩湖が低下して消滅、淡いピンク色の噴煙が上がるのが確認される[10]。また、レイラニ・エステーツで噴火が始まる（北緯19度28分6.1秒 西経154度53分51.4秒 / 北緯19.468361度 西経154.897611度）[10]。午後5時より少し前にスパター（溶岩のしぶきのこと）が噴出し始めた[10]。18時時点でレイラニ・エステーツの裂け目は約150mであった[10]。

- 5月4日 - 12時半頃（HST）マグニチュード6.9の地震が起き、カポホ（英語版）で40cmの津波が観測される。1時頃（HST）にFissure 2（2番目の割れ目の意）ができる。この後、最終的にFissure 24までが記録されることになる[11]。

- 5月9日 - ハレマウマウ火口で爆発。これは以前から度々起こしていた火口縁の落石によるもので水蒸気爆発ではない[12]。

- 5月15日 - ハレマウマウ火口で爆発。噴煙は地上から1-2kmほどの高さまで上がった[13]。

- 5月17日 - ハレマウマウ火口で爆発。噴煙が30,000フィートまで上がる[14][15]。おそらくこれが最も大きい爆発であるため以降の爆発は省略する。

- 5月28日 - Fissure 8が再活動する[16]。この後Fissure 8が最も活発な火口となっていく。

- 6月2日頃 - カポホクレーター内にあったグリーン湖がFissure 8からの溶岩流で埋まる[17]。

- 7月13日 - 溶岩が流れ込んでいた海岸に、直径6〜9 mほどの新島が形成しているのが発見される[18]。[注釈 1]

- 8月上旬 - 急速に溶岩の流出が弱まる。

- 9月上旬 - Fissure 8から溶岩の流失が止まる。

- 12月4日 - アメリカ地質調査所のハワイ火山観測所が、35年間続いていたキラウエア火山の噴火が止まった可能性があると発表した[6]（事実上の終息宣言）。

## 画像解説

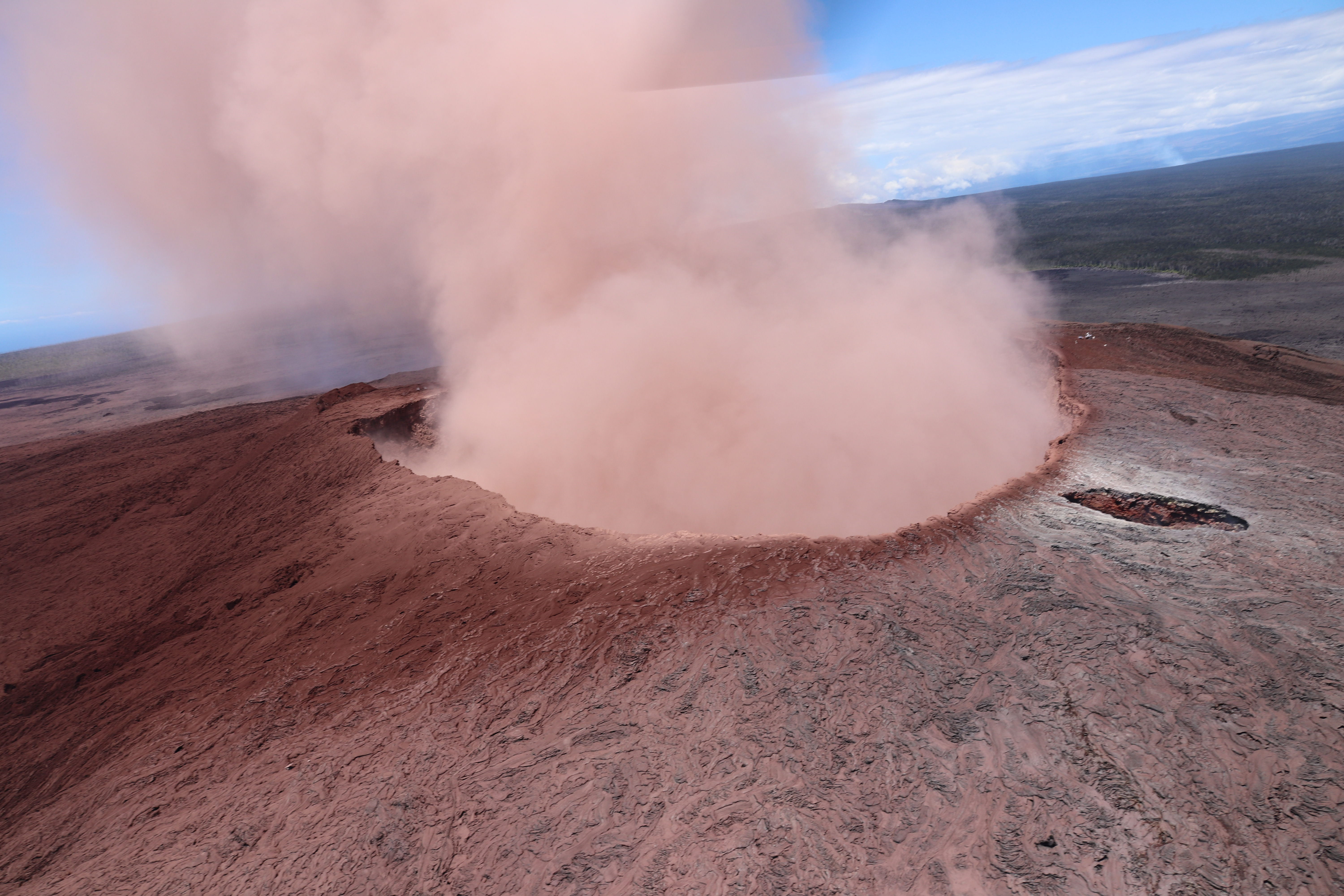
5月3日のプウ・オオ火口。陥没しピンク色の煙が上がる。[注釈 2]
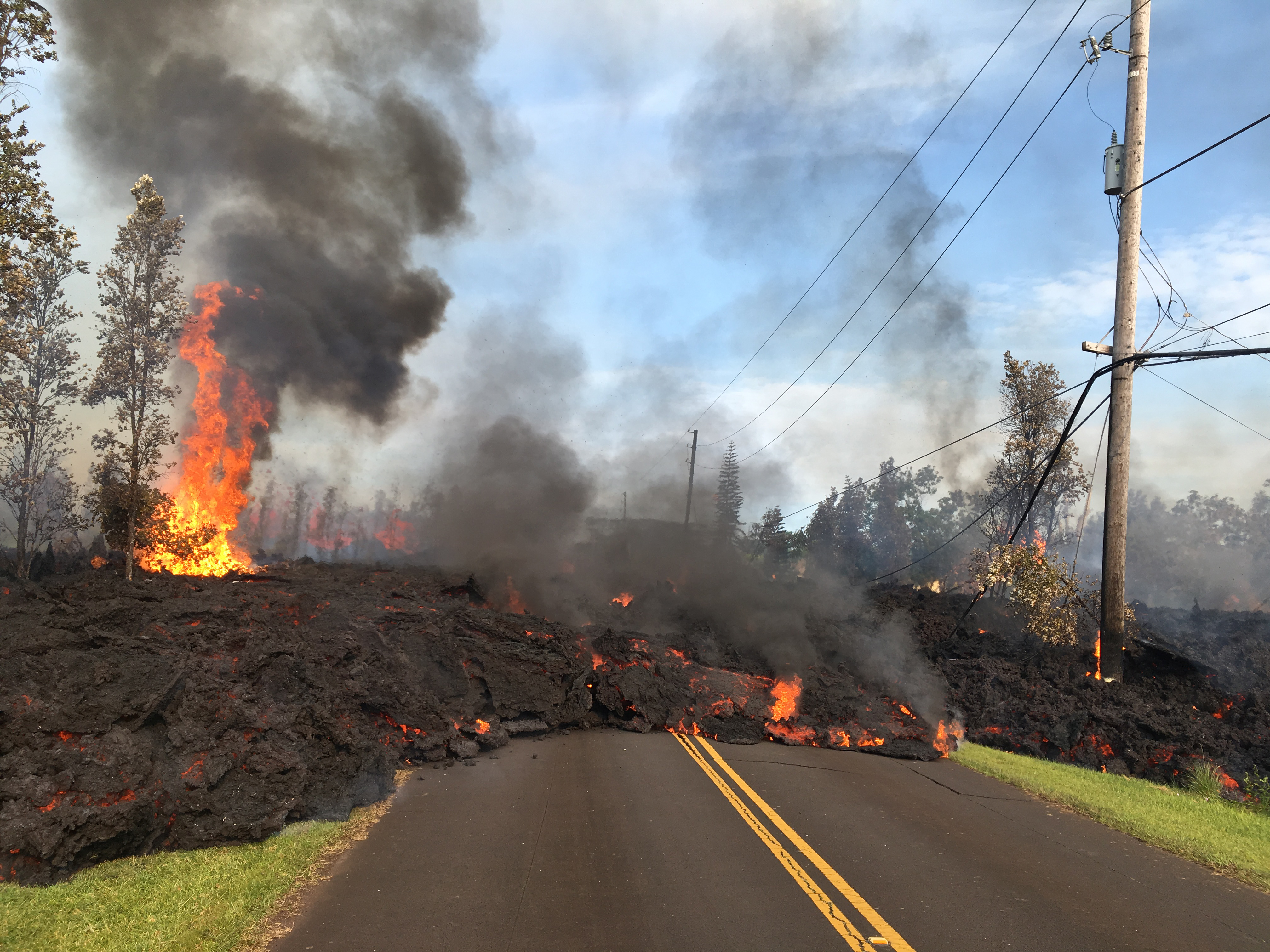
5月5日 レイラニ・エステーツの溶岩流。
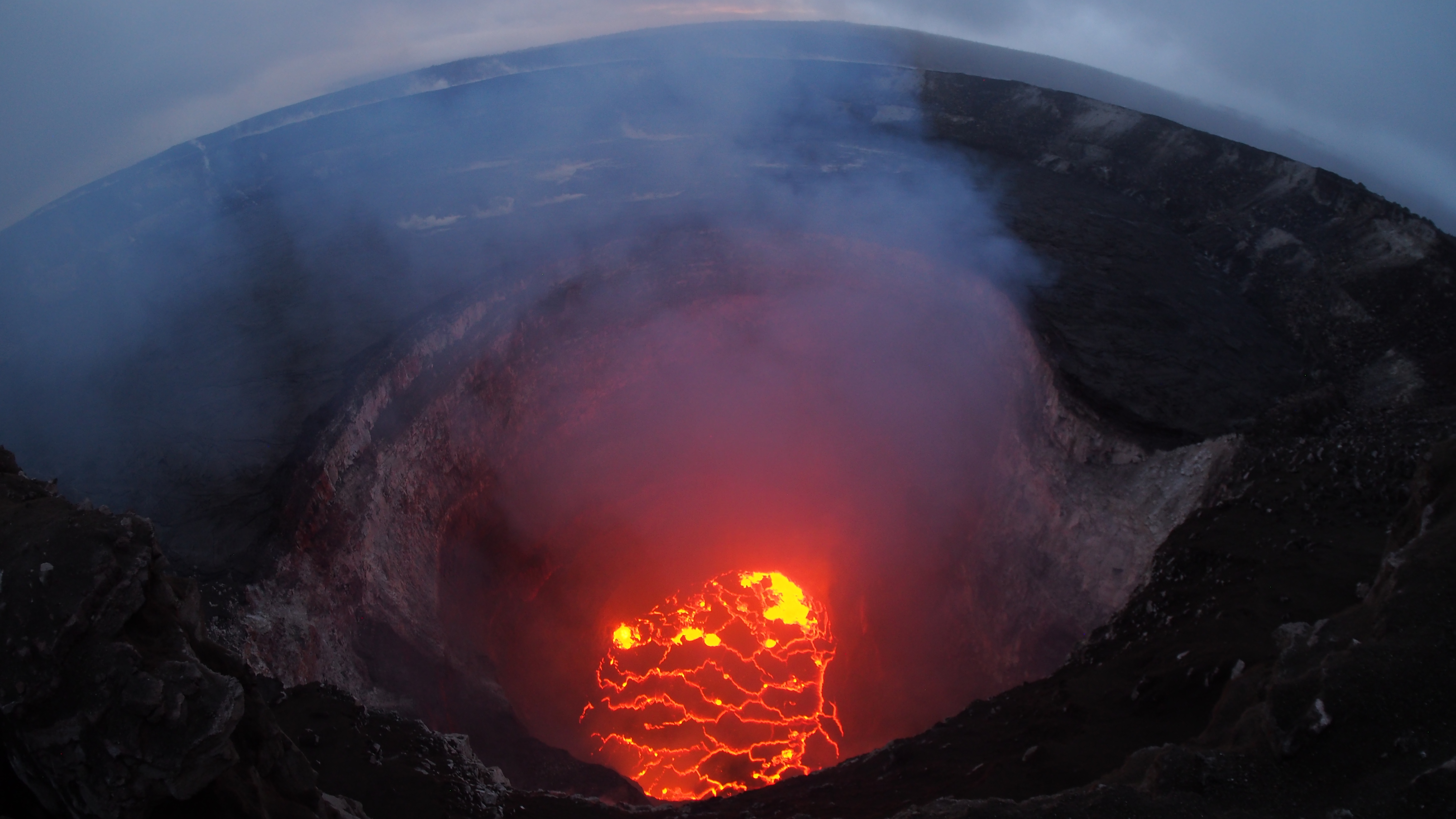
5月6日のハレマウマウ火口のオーバールック火口。5日前には火口縁すれすれまで溶岩湖があった。
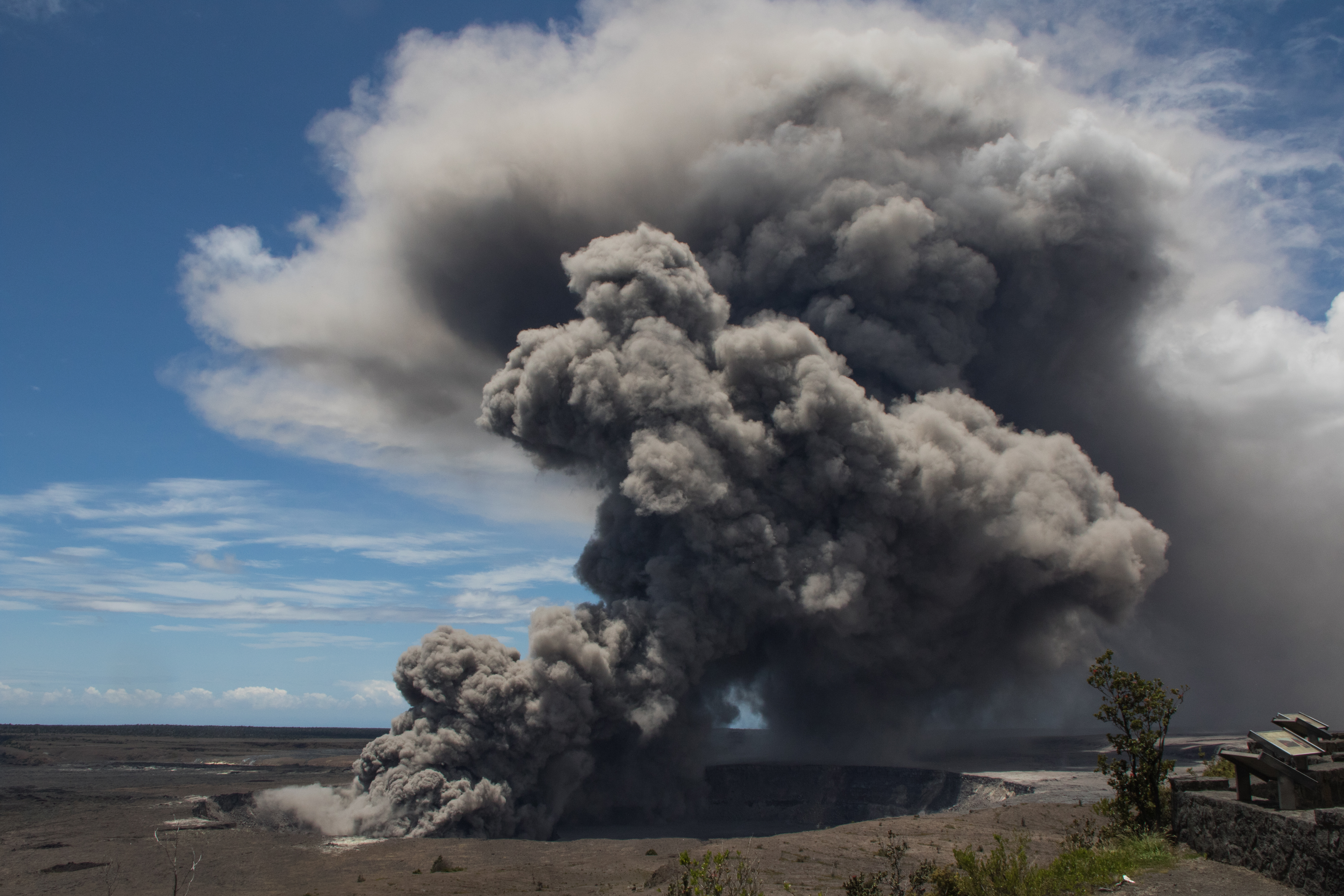
5月15日 ハレマウマウ火口。レイラニ・エステーツからは40kmも離れている。
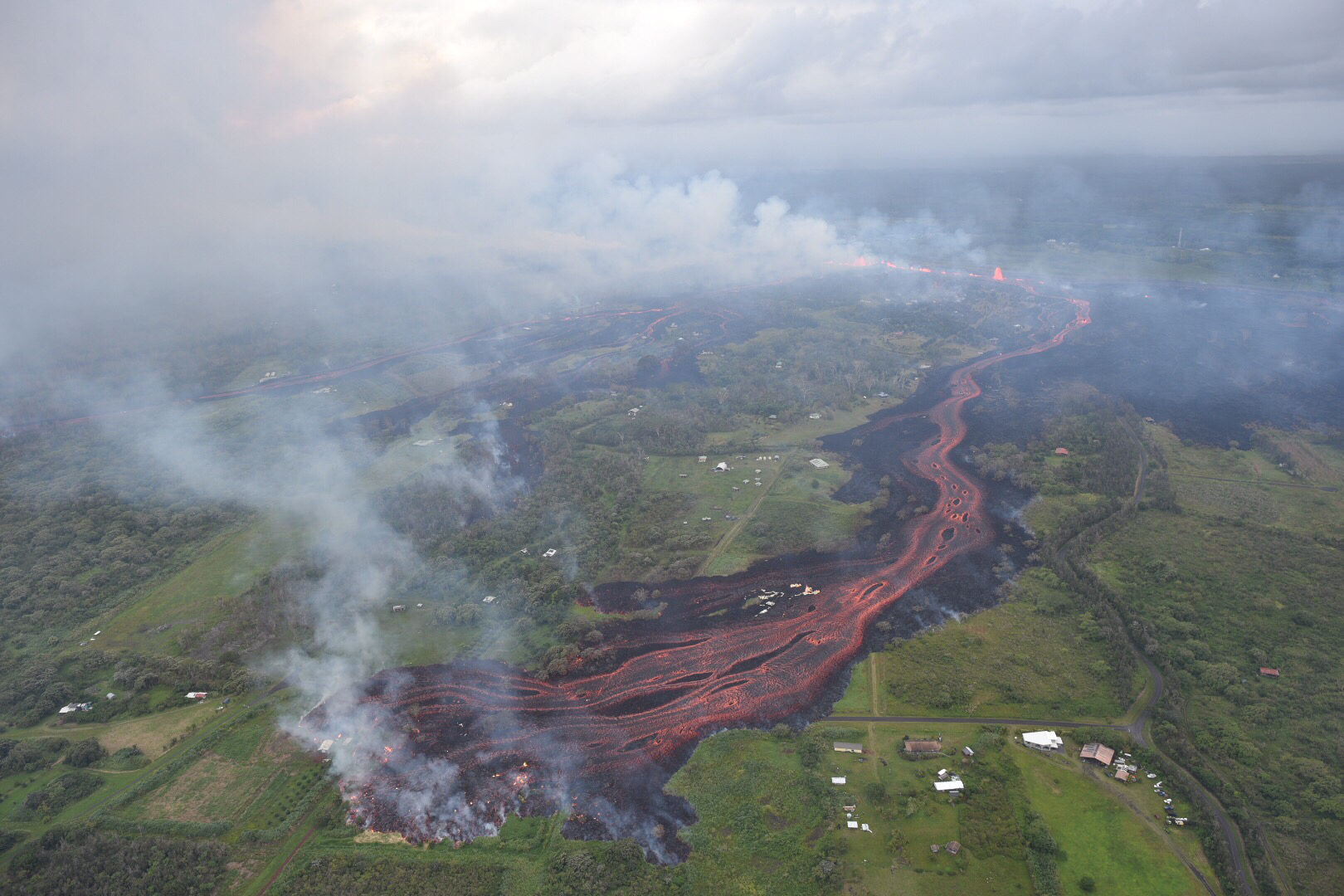
5月19日 溶岩流が南進し、海へと向かう。
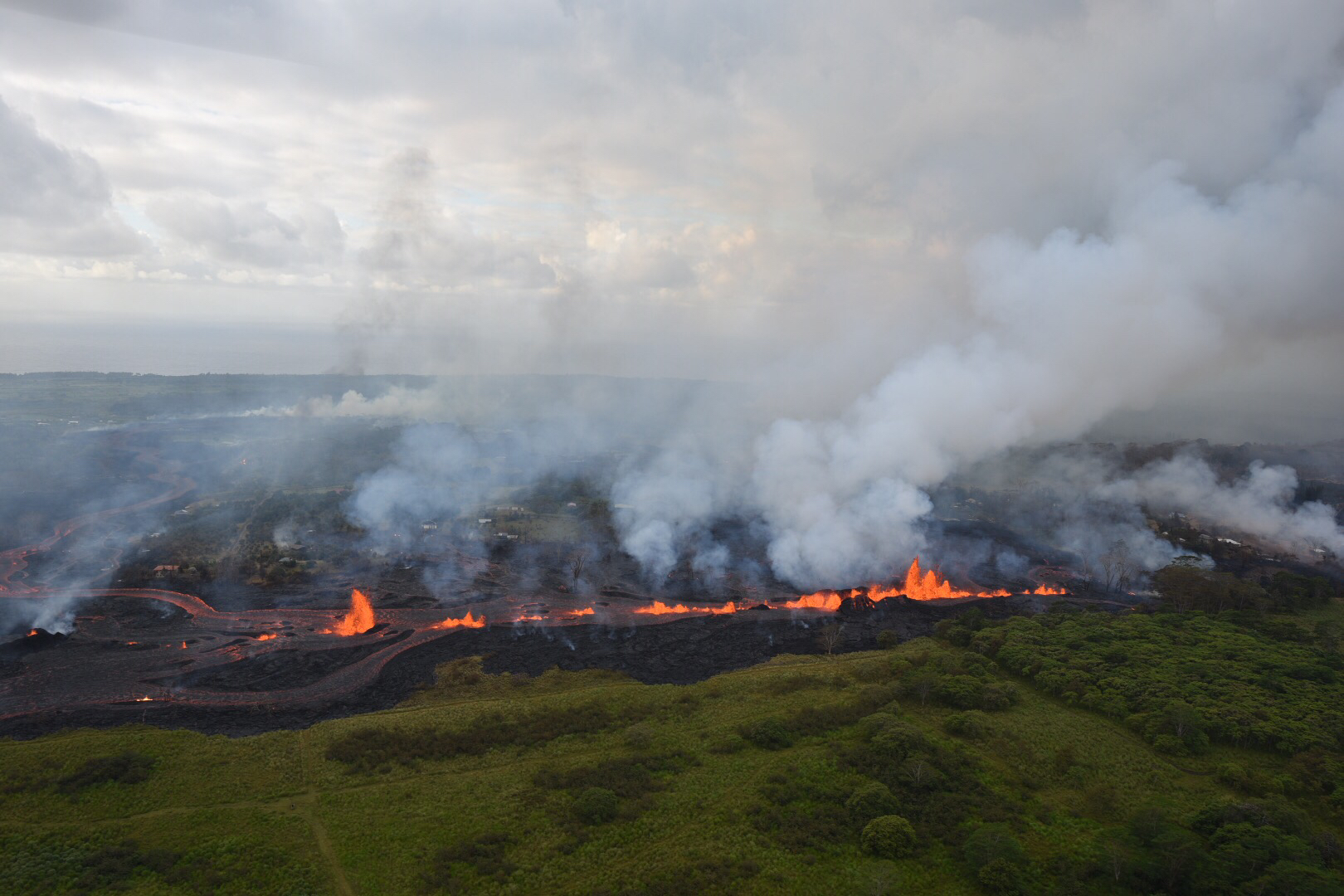
5月19日 Fissure 20およびFissure 22付近。YouTubeで映像が中継された割れ目火口の空撮。（参考動画）
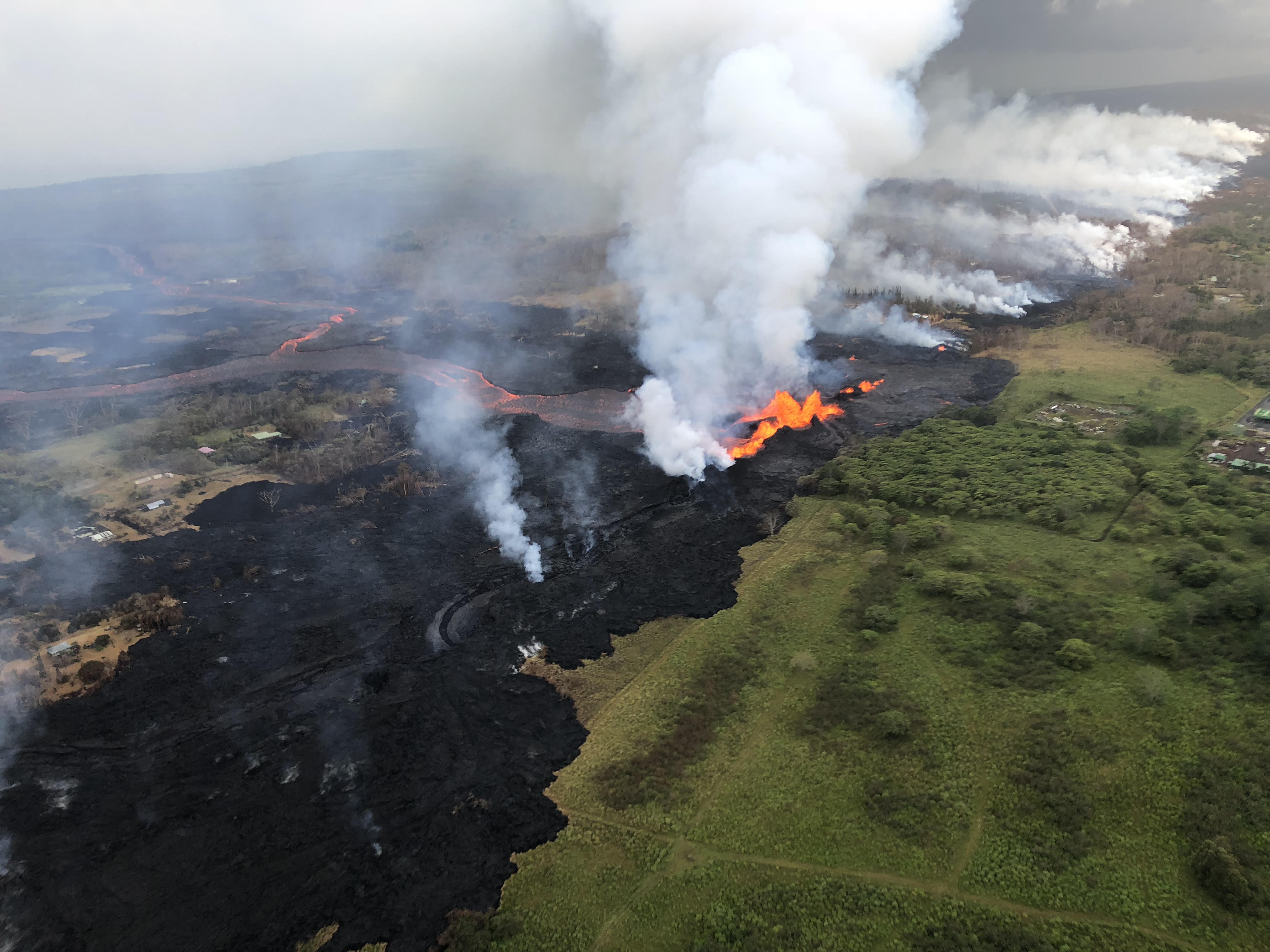
5月21日 Fissure 22付近。この後、右奥でFissure 8が最も活動的な火口となり多量の溶岩を流出させる。
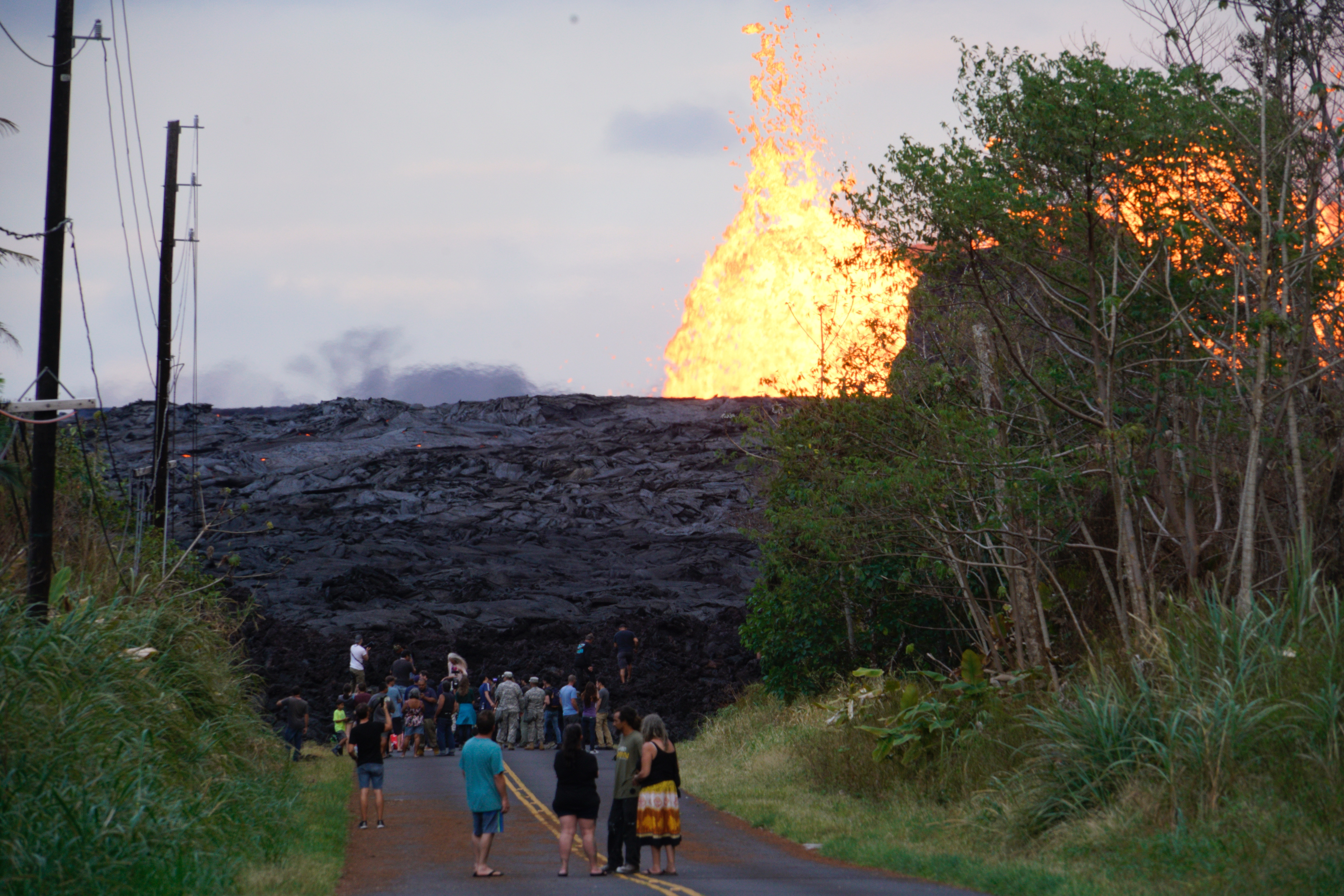
5月26日 レイラニ・エステーツ。このような火口の至近で火山の女神であるペレにフラを捧げる光景も見られた[20]。
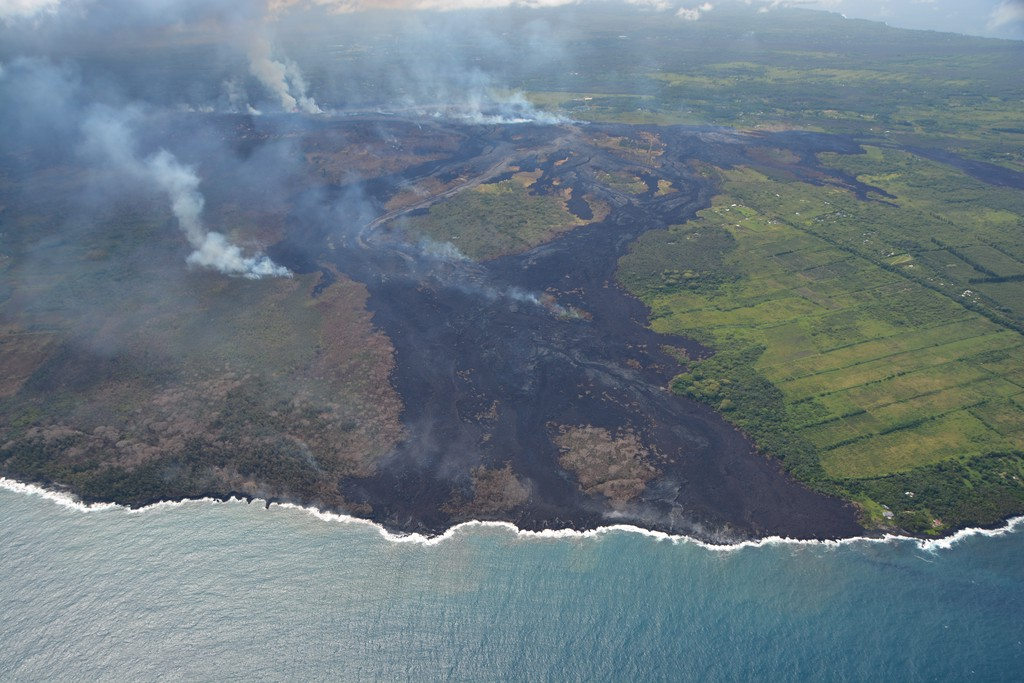
5月27日 海まで到達した溶岩流。右奥がレイラニ・エステーツ。
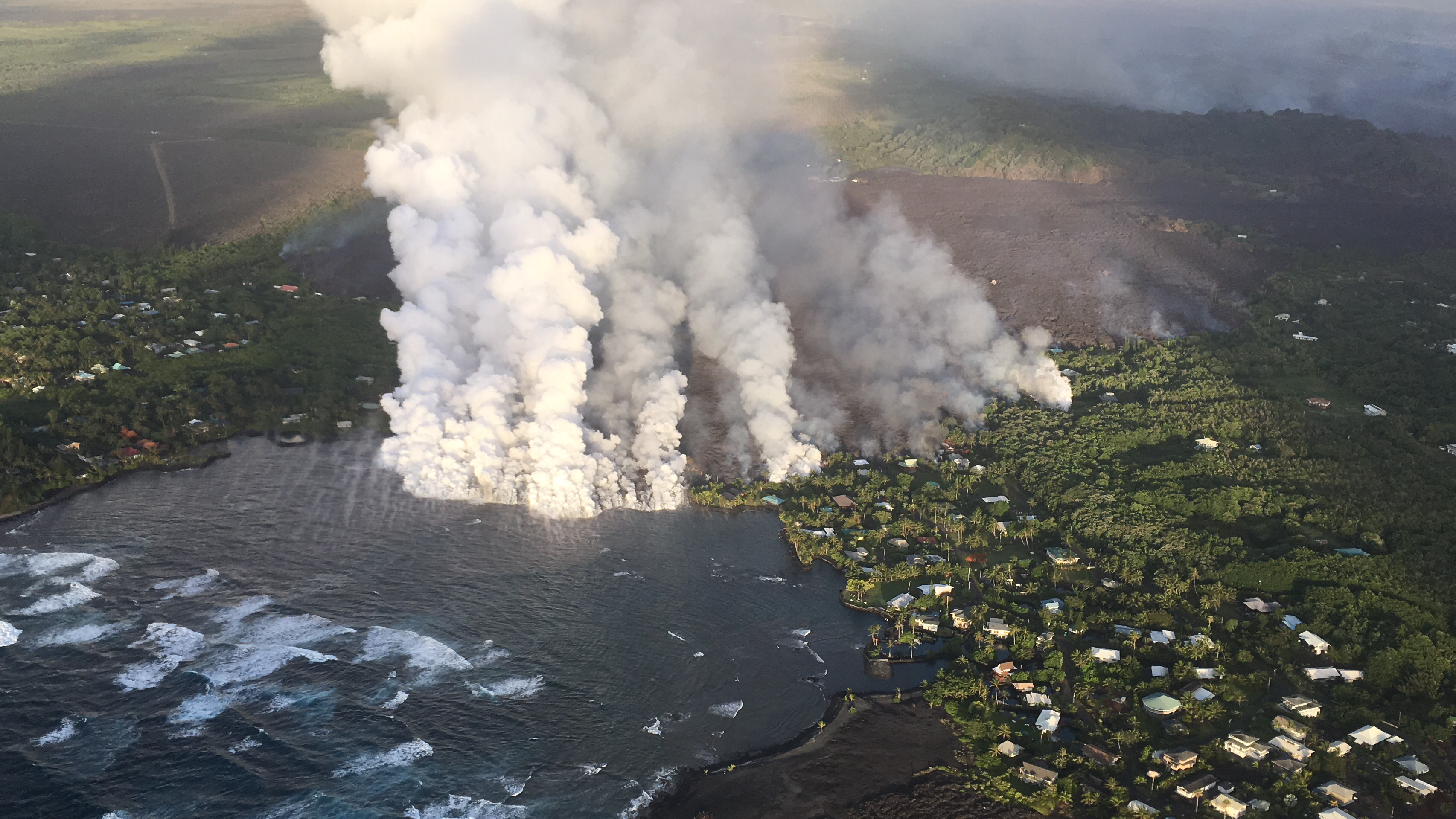
6月4日、Fissure 8からの溶岩流が東北東へ進み、カポホ（英語版）の集落を飲み込み湾に達した。この後、残っている住宅などもほぼ全て飲まれ、カポホ湾もなくなった。（その後の集落の画像）
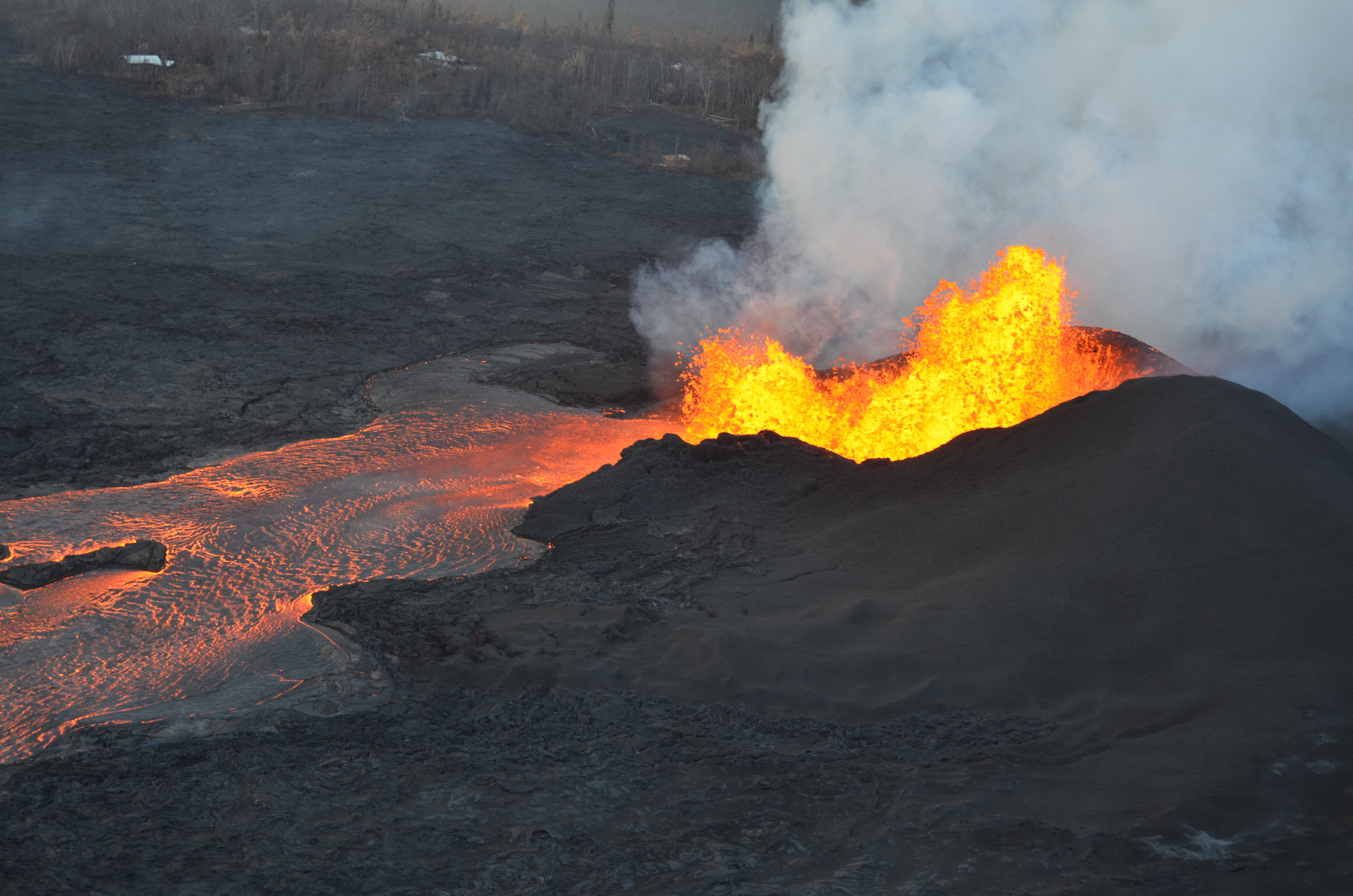
6月5日 Fissure 8。
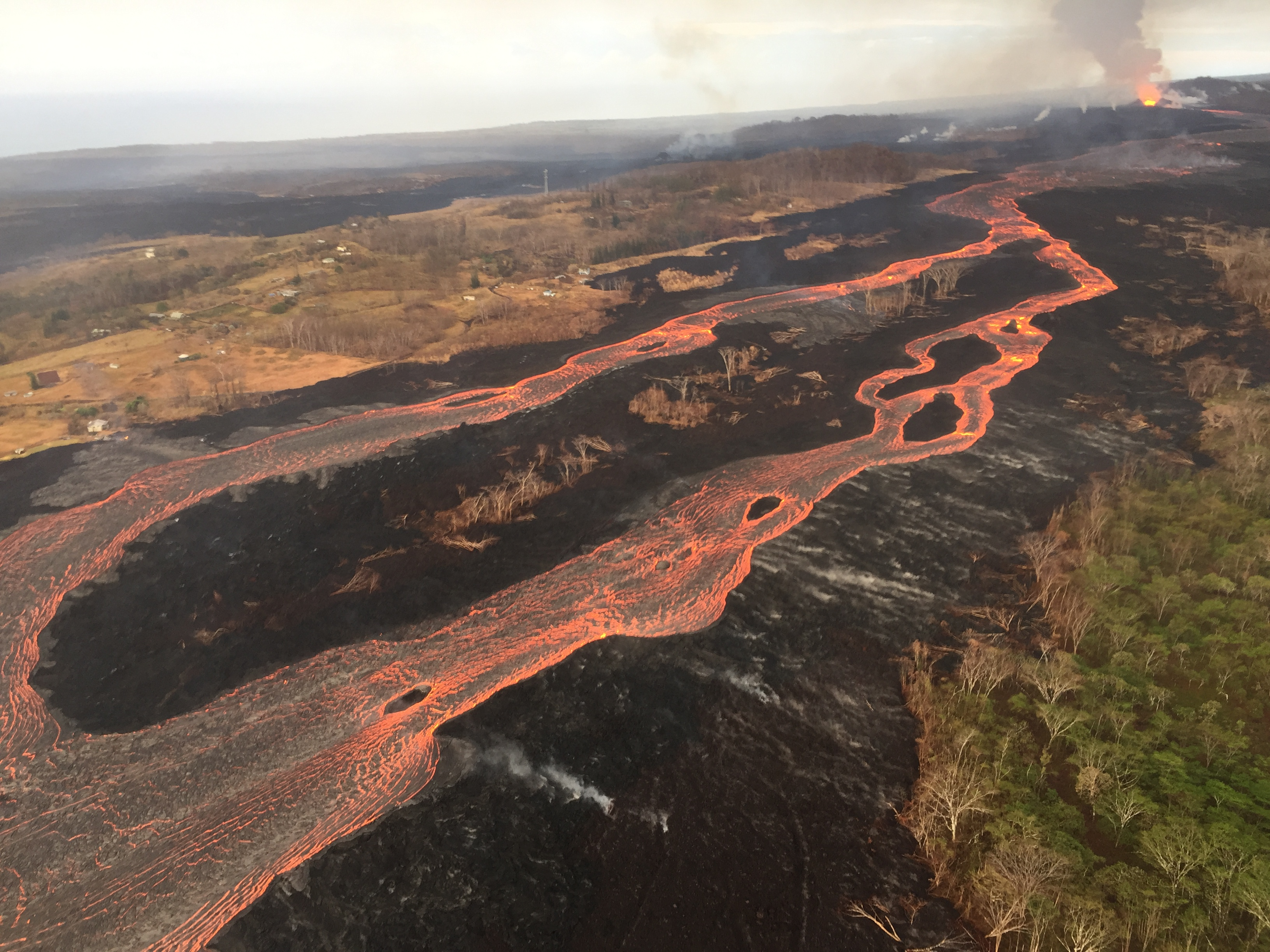
7月2日 Fissure 8からの溶岩流。奥が火口側。
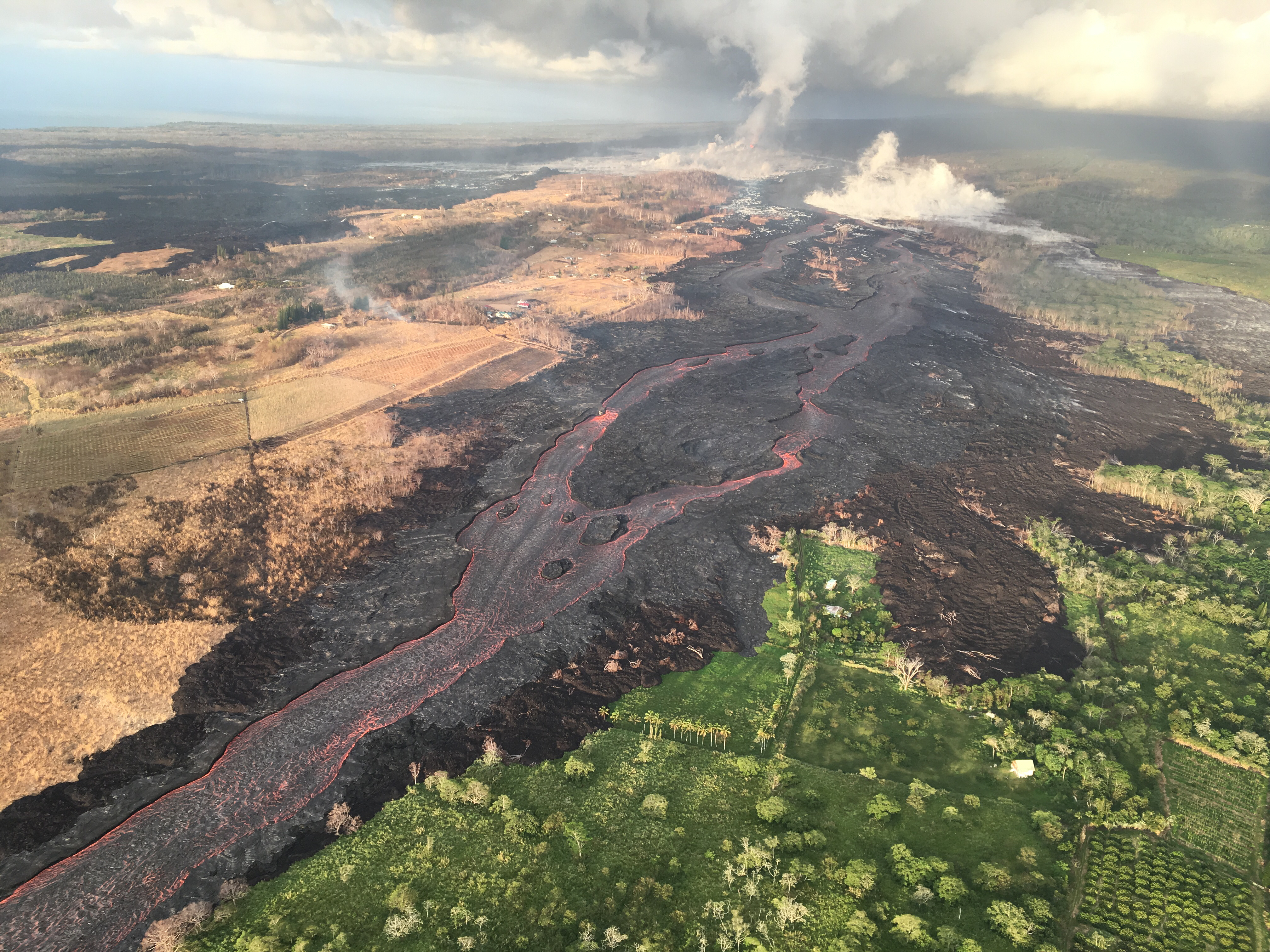
7月10日 Fissure 8からの溶岩流。卓越風に流された火山ガスによって風下側の植物の葉が枯れている。左が南方。
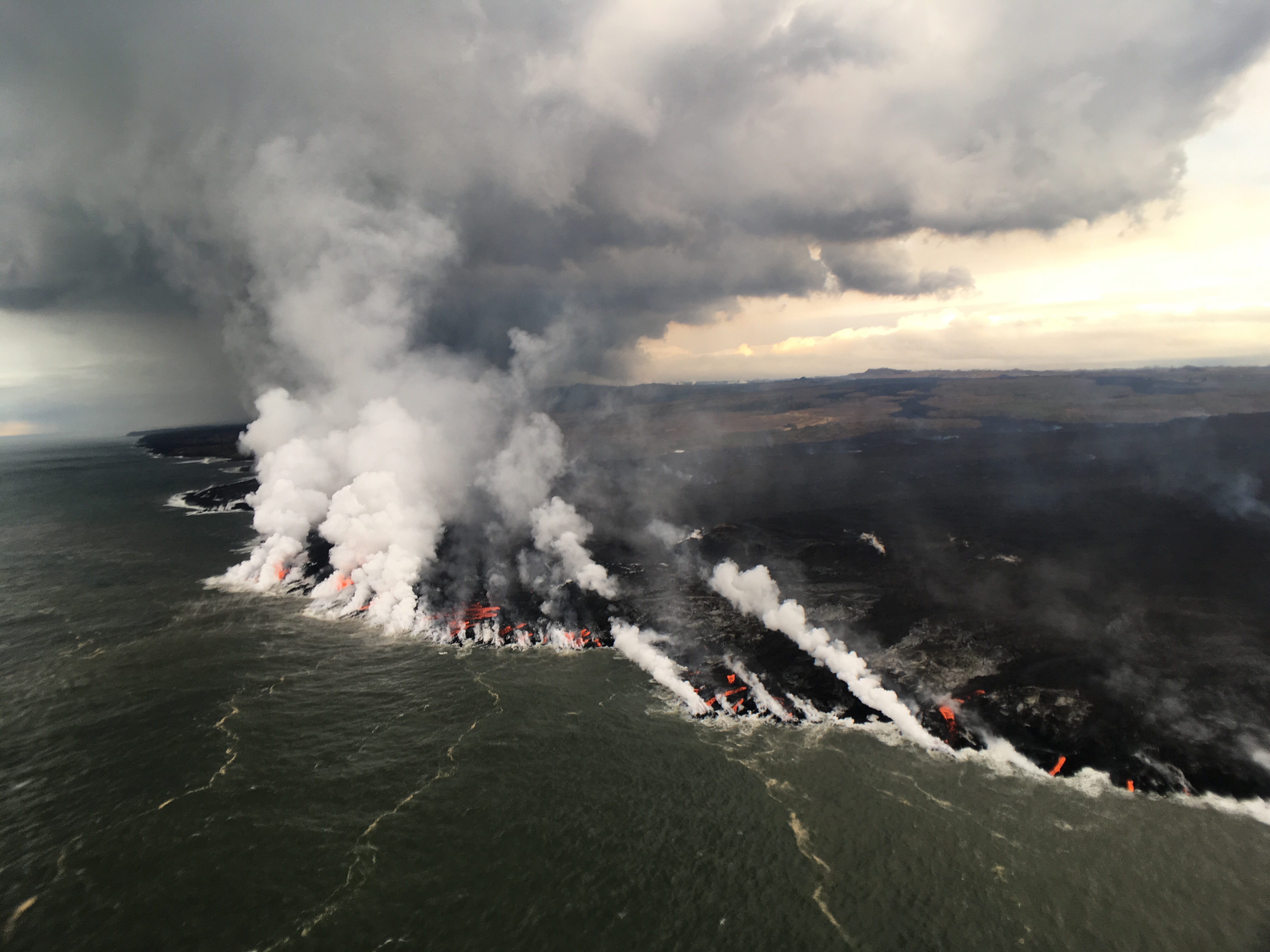
7月21日 溶岩流のオーシャンエントリー。Fissure 8の溶岩流ではない。
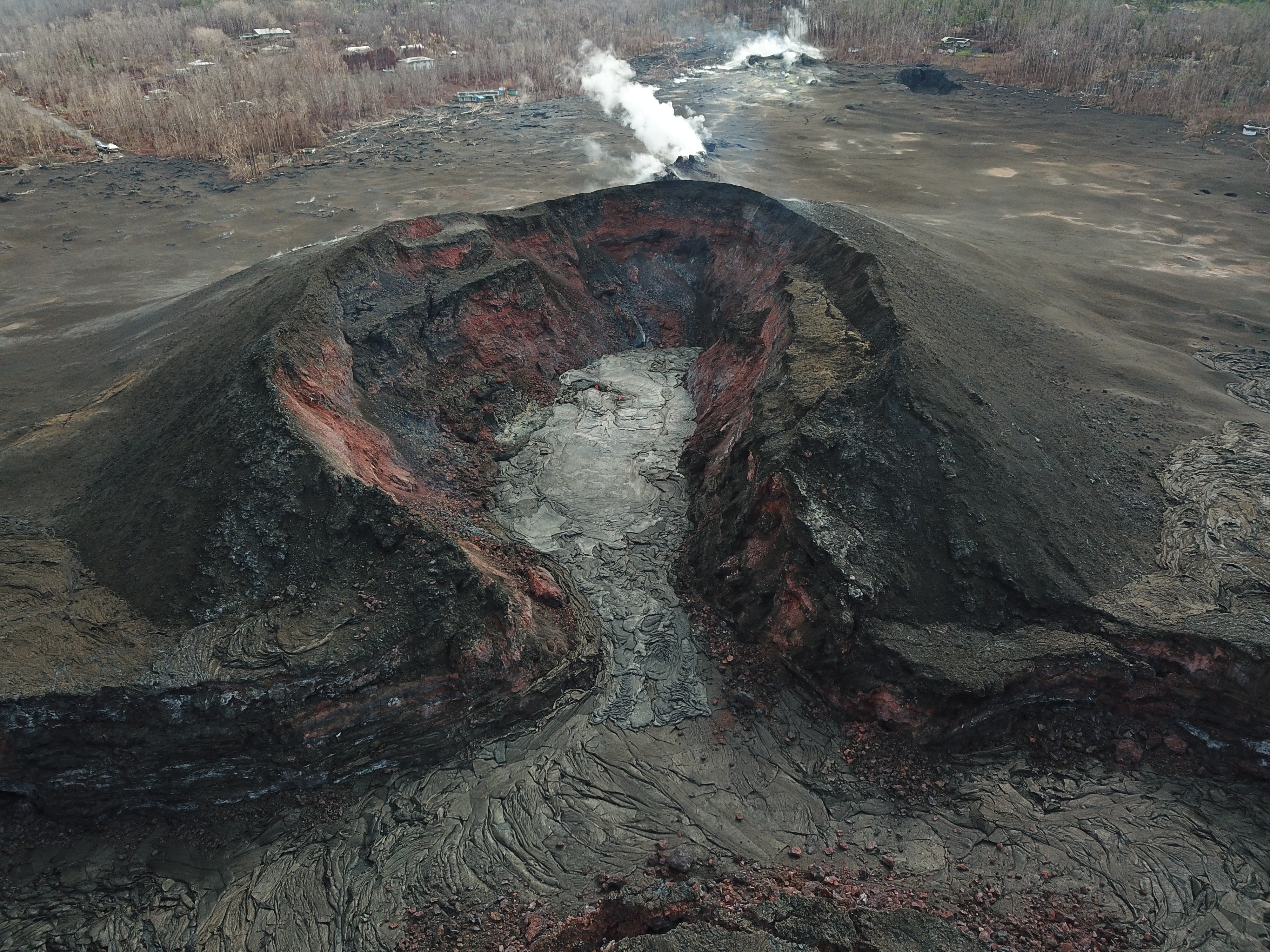
9月2日 Fissure 8。拡大すると中心付近でほんのわずかに溶岩が赤く光っている。
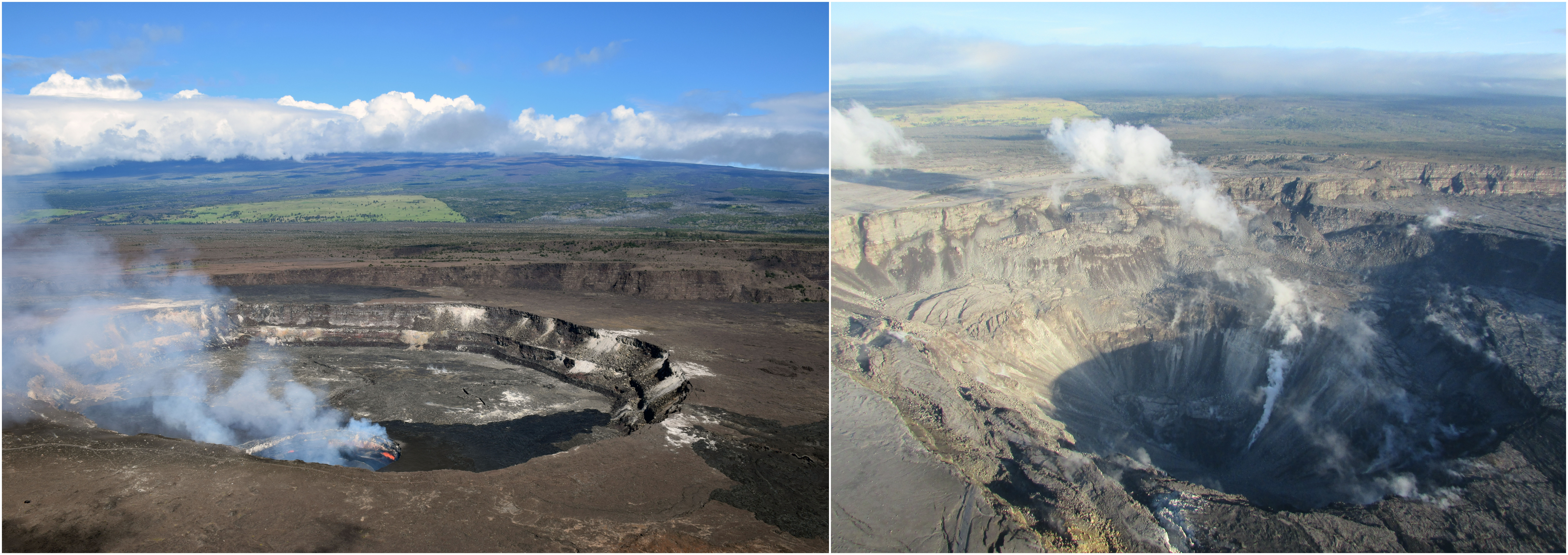
ハレマウマウ火口の比較画像 左が4月、右が7月

## 影響
- 5月2日 - ハワイ火山国立公園の東側が閉鎖される[21]。

- 5月14日時点 - すでに37棟の建物が破壊されている。

- 5月11日 - ハワイ州知事が申請していた連邦政府への緊急援助が認可される。[要出典]

- 5月16日 - パホアとケアアの避難用シェルターに加えて、三番目のシェルターがケアアに開設[22]。

- 5月17日 - ハワイ州Civil Defence Agencyが防塵マスク1200個を配布し、付近と卓越風の風下に当たるキラウエアの西南方面（カウ地区）へ屋外活動を避けるように勧告。

- 5月18日 - 地元の小メディアによってYouTubeにて長時間中継が始まる[23]。この後、同メディアによって何度か長時間中継が行われる。

- 5月20日 - 住民が自宅3階のバルコニーにいたところ、スパター（溶岩のしぶきのこと）が足に落ちて重症を負い最初の負傷者が出る[24]。

- 7月17日 - 溶岩流のオーシャンエントリーを眺める観光船の間近で水蒸気爆発が起こり、て岩石が飛散して23人が負傷。1名は大腿骨を折る重傷を負った[25][26]。